# Hrvatska pisana kultura
Hrvatska pisana kultura, dio ukupne hrvatske kulture. Obuhvaća raznolika djela pisanog izražavanja: natpise na kamenim spomenicima, grafite na graditeljskim objektima, rukopisna djela, tiskane knjige i dr. Djela pripadaju različitim književnim vrstama kao pjesme, pripovijetke, romani, drame itd. odnosno vrstama ostalih stručnih područja kao misali, brevijari, evanđelistari, molitvenici, rječnici, gramatike, enciklopedije, leksikoni, priručnici, zbornici, statuti itd. Stručna područja kojima pripadaju djela pisane kulture su književnost, jezikoslovlje, teologija, povijest, pravo, ekonomija, politika itd. U Hrvata korijeni pisane sežu u doba opismenjavanja susretanjem s u ranom srednjem vijeku s antičkom kulturom na tlu zemalja gdje su u povijesti živjeli i žive Hrvati.